# Amélia Barros
Amélia Augusta da Assunção Barros, mais conhecida por Amélia Barros (Lisboa, 9 de março de 1842 — Lisboa, 9 de janeiro de 1929) foi uma atriz e cantora lírica portuguesa, conhecida por se destacar no género da opereta tanto em Portugal como no Brasil.

## Biografia
Nascida a 9 de março de 1842, na Rua da Cruz a Rilhafoles, freguesia da Pena, em Lisboa, era filha de José Inácio de Barros e de sua mulher, Angélica Lúcia do Espírito Santo Santana, naturais de Santarém. Casou-se muito jovem, com apenas 16 anos, a 7 de julho de 1858, na Igreja de Santa Isabel, em Lisboa, com António Pereira, um soldado natural de Almacave e que era 16 anos mais velho que Amélia, tendo, à data do casamento, 32 anos, tendo-se separado, anos mais tarde.
Começou a sua carreira como atriz amadora em 1860, no Teatro da Esperança do Funchal, na comédia Entre a Bigorna e o Martelo, de Paulo Midosi, e representou, entre outras peças, o drama Cinismo, Ceticismo e Crença, em 2 atos, de César de Lacerda.

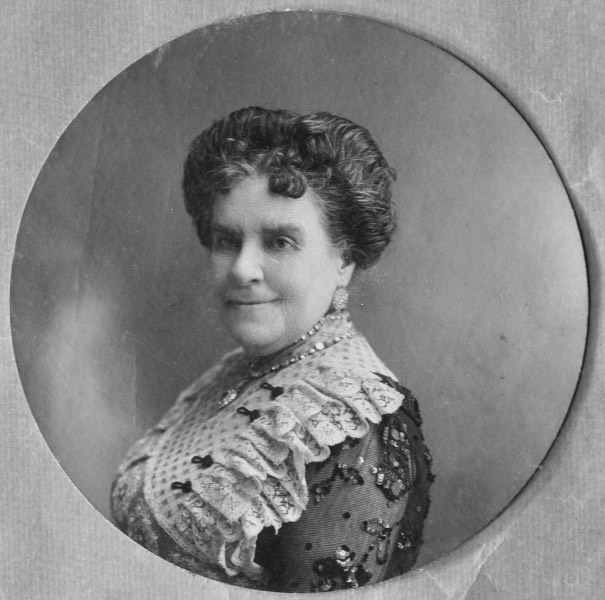
Amélia Barros aos 68 anos (Biblioteca-Arquivo do Teatro Nacional D. Maria II, 1910).

Seguiu para os Açores, onde se manteve durante alguns anos no Teatro Micaelense de Ponta Delgada e colheu muitos aplausos no drama Os Homens Ricos, de Ernesto Biester. Em 1875, estreou-se no Teatro do Príncipe Real, do Porto, na opereta Joana do Arco, com letra de Alfredo de Ataíde e música de Gomes Cardim, com muito êxito. Partiu para Lisboa, passou pelo Teatro da Rua dos Condes, onde representou a comédia em 3 atos A Tia Maria. A 7 de setembro de 1876, entrou para o Teatro da Trindade e ali fez Um Favor de Procópio, comédia em 1 ato, Nem Tanto ao Mar, de Quirino Chaves, Valentim o Diabrete, ópera cómica em 3 atos de Vanloo e Leterrier, música de Lacôme e Amazonas de Tormes, zarzuela traduzida por Passos Valente. Quando Delfina do Espírito Santo deixou o teatro, substituiu-a no papel de "Rainha Clementina" de Barba Azul (1880), ópera burlesca em 3 atos e 4 quadros de Meilhac e Halévy, música de Offenbach. Em 1882, no Teatro do Rato, fez a reposição de A Tia Maria, integrada na récita de despedida do ator Correia, que partia em tournée.
Em 1885, foi em digressão ao Brasil e voltou ao Trindade em 1887, onde se manteve até 1919. Neste teatro, entrou em O Homem da Bomba, vaudeville em 3 atos, tradução de Gervásio Lobato e Mendonça e Costa, música de Freitas Gazul, e criou os papéis de "Zepherine", de Dois Garotos, drama em 5 atos e 8 quadros de Pierre Decourcelle, e Musette, ambas traduzidas por Guiomar Torresão; representou, em 1898, "Joaquina", em Falar Verdade a Mentir, comédia em 1 ato de Almeida Garrett, e entrou em Boccacio, ópera cómica em 3 atos, tradução de Eduardo Garrido, música de Franz von Suppé (1898). Nesse ano, integrou uma companhia artística organizada por António de Sousa Bastos para representar no Brasil e, em 1900, sob a direção da Empresa José Ricardo & Gouveia, que tomou o Teatro da Trindade, brilhou no papel de "Carlota" de O Homem das Mangas (1901), vaudeville de Oscar Blumenthal, tradução do alemão por Freitas Branco e Melo Barreto, música coordenada por Tomás Del Negro.

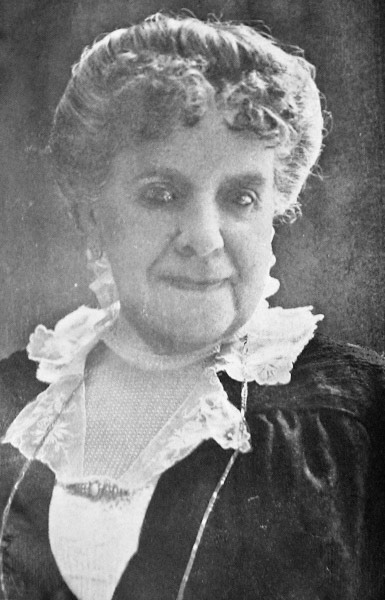
Amélia Barros aos 75 anos (Álbum teatral, 1917).

Integrando desde então a Companhia de Ópera Cómica Portuguesa, Companhia da Trindade, Companhia Taveira e várias outras companhias de teatro lisboetas, contracenou ao lado de algumas das mais conhecidas atrizes do teatro português do século XIX, tais como Auzenda de Oliveira, Maria Matos, Palmira Bastos, Mercedes Blasco, Zulmira Miranda, Ana Pereira, Medina de Sousa, Teresa Taveira, Cinira Polónio, Augusta Cordeiro, entre outras.
Anos mais tarde, em 1914, partiu novamente em digressão para o Brasil onde foi aclamada pela crítica.
No seu reportório, representou diversas operetas, comédias, revistas e musicais de grande sucesso, tais como Giroflé-Giroflá (1876), A Moira de Silves (1891), da autoria de José Lorjó Tavares, Dona Juanita de Franz von Suppé, Duetto da Africana (1892), Festim do Balthazar (1892), O Burro do Sr. Alcaide (1892), escrito por D. João da Câmara e Gervásio Lobato, com música do maestro Ciríaco Cardoso, Gata Borralheira (1896) de António de Sousa Bastos, A Cigarra (1896) de Machado Correia, O Cão do Regimento (1906), realizada no Teatro Apolo, O Sacrifício de Abrahão (1911), da autoria de D. João de Castro, Nicolino Milano e música da Editora Sassetti, Gato Preto, Fada de Amor, Das Fürstenkind (1911) de Franz Lehár e Princesa dos Dollars (1912).
Era mãe de Alfredo Barros e avó da cantora Raquel Adelaide Barros. Já retirada do teatro, Amélia Barros falece a 9 de janeiro de 1929, aos 86 anos, no rés-do-chão do número 123 da Avenida João Crisóstomo, freguesia de São Sebastião da Pedreira, em Lisboa, de causas naturais, sendo sepultada em jazigo, no Cemitério dos Prazeres.